# 니콜라 1세
니콜라 1세 페트로비치네고시(세르비아어: Никола I Петровић-Његош / Nikola I Petrović-Njegoš, 1841년 10월 7일(율리우스력 9월 25일) ~ 1921년 3월 1일)는 몬테네그로 공국의 공작(재위: 1860년 8월 13일 ~ 1910년 8월 28일)이자 몬테네그로 왕국의 국왕(재위: 1910년 8월 28일 ~ 1918년 11월 26일)이다.